# Бизнес-администрирование
Деловое администрирование или бизнес-администрирование (англ. Business administration) — это процесс управления бизнесом. Включает в себя все аспекты контроля и надзора за деловыми операциями и связанными с ними сферами, в том числе бухгалтерский учёт, финансы и маркетинг.

## Описание
Бизнес-администрирование включает в него выполнение или управление бизнес-операциями и принятия решений, а также эффективная организация людей и других ресурсов; направления деятельности по достижению поставленных целей и задач. В общем, бизнес администрирование включает в себя широкие функции управления, в том числе связанные с этим финансы, персонал и службы MIS (Management information system).
Менеджмент иногда рассматривают как составляющую бизнес-администрирования, в частности, связанную с техническими и операционными аспектами деятельности организации. Администраторы участвуют в общей деятельности для достижения целей организации. Анри Файоль описал эти функции администратора в своих научных исследованиях как «пять составляющих администрирования».
1. Планирование.
2. Организующий.
3. Командующий.
4. Координация.
5. Управление.
Администратор бизнеса руководит бизнесом и его операциями. Работа направлена на обеспечение того, чтобы бизнес соответствовал целям и был должным образом организован и скоординирован. Администратор имеет широкий кругозор и разнообразные знания, что часто включает в себя составление планов для бизнеса и мониторинг ежедневных операций. Когда необходимы организационные изменения, человек на этой должности также обычно разрабатывает и внедряет их. В некоторых случаях, человек, являющийся основателем или владельцем бизнеса, также выступает в качестве его администратора.
Лицо с названием «бизнес-администратор» по сути функционирует как менеджер компании и других её менеджеров. Такой человек контролирует тех, кто занимает руководящие должности, обеспечивая, чтобы они придерживались политики компании и наиболее эффективно работали над достижением целей компании.

## Научные степени
- Бакалавр бизнес-администрирования (Bachelor of Business Administration или BBA);
- Магистр бизнес-администрирования (Master of Business Administration или MBA);
- Доктор бизнес-администрирования (Doctor of Business Administration или DBA, DrBA);
- Доктор менеджмента (Doctor of Management или D. M., D. Mgt., DMan).